# Carex accrescens
Carex accrescens är en halvgräsart som beskrevs av Jisaburo Ohwi. Carex accrescens ingår i släktet starrar, och familjen halvgräs. Inga underarter finns listade i Catalogue of Life.